# Nicola Ann Raphael
Nicola Ann Raphael (10 de septiembre de 1985 - 24 de junio de 2001) fue una estudiante escocesa que se suicidó después de soportar años de acoso escolar porque se vestía con un estilo gótico. Su muerte, el 24 de junio de 2001 y el que se originara por el acoso en su escuela, Academia Lenzie, recibió cobertura en la prensa local y nacional.

## Biografía

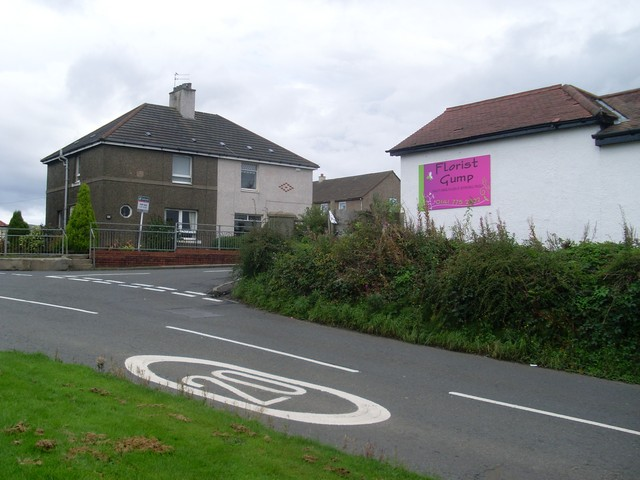
Última casa de Raphael en Loch Road Kirkintilloch

Nicola Ann Raphael nació el 10 de septiembre de 1985, hija de David y Rona Raphael, un funcionario de la Dirección de Salud y Seguridad en Glasgow. Tenía dos hermanos mayores, David y Christopher (también fueron reveladas más tarde, las propias experiencias de Christopher de ser acosado en la escuela). Nicola creció en Lenzie y Kirkintilloch y asistió a la escuela estatal primaria Millersneuk y luego la Academia Lenzie.

## Incidentes de acoso y el suicidio
La información solicitada para la acción legal posterior descubrió que las acusaciones de acoso surgieron hace tres años: "los documentos internos revelan que a sus 15 años de edad, Nicola Rafael, tomó una sobredosis de pastillas en 2001, después de ser atormentada por los demás debido a su apariencia gótica, se había quejado a los maestros sobre el acoso escolar mucho antes de que ella muriera ... el documento muestra claramente que la joven, cuyo suicidio conmocionó al país, había estado bajo la amenaza de ataque físico, pero esto no lo informó a sus padres."

## Muerte
Raphael se provocó una sobredosis tomando 40 analgésicos Coproxamol de su madre en las primeras horas del sábado 23 de junio y luego se fue a la cama. Inicialmente su madre creyó que su hija se había dormido, pero después Rona se dio cuenta de que Nicola no respondía y seguía acostada en la cama por la tarde. Fue declarada muerta al día siguiente.

## Reacción
El caso es notable porque representó la primera oleada de cobertura mediática sobre la intimidación a través de mensajes de texto en los teléfonos móviles. 
El caso fue también uno de los citados por el Daily Record en la creación de su campaña "Save our Kids."
La cuestión también se planteó en el Parlamento escocés por Lyndsay McIntosh MSP: "El ministro mencionó a los niños en sus palabras de apertura, por lo que voy a canalizar sus pensamientos hacia la intimidación de los jóvenes. Debemos pensar en Nicola Raphael, de 16 años de edad o Emma de 12 años de edad, ambas las cuales cometieron suicidio como consecuencia de haber sido intimidadas en la escuela. No puedo pensar en nada más crucial que la calidad de vida de nuestros jóvenes."
Poco después de su muerte, en un concierto al que debería haber asistido Raphael, se vio a Marilyn Manson consolando a su madre. Actuando en Glasgow el fin de semana pasado, Manson dedicó su canción "The Fight Song" a Nicola Raphael, de 15 años, quien hace dos meses tomó una sobredosis de analgésicos y fue enterrada junto con su billete de entrada al espectáculo de Manson. Después del concierto, Manson conoció a la madre de la chica. "Fue muy cariñoso y considerado", dijo Rona Raphael al periódico Daily Record de Escocia. "Estaba tan conmovido que esta megaestrella se tomó un tiempo para reunirse conmigo. A pesar de toda la controversia sobre él y sus espectáculos, solo parecía un hombre normal para mí...." El periódico entrevistó a los matones y a sus víctimas y trató de mirar ambos lados de la historia. La madre de Rafael habló sobre lo que su hija había pasado, así como que creía que los matones nunca comprenderían las posibles consecuencias de sus actos.
El caso también fue citado como la razón de una gran variedad de acciones de las autoridades educativas al respecto del acoso escolar.
 "El Sr. Fyfe cree que la reciente avalancha de demandas legales pudo haber sido provocada por el suicidio altamente divulgado de Nicola Raphael, alumna de la Academia Lenzie, quien se suicidó después de ser victimizada por sus compañeros por su gusto por la música y la ropa góticos". Rona demandó al East Dunbartonshire Council, alegando que el personal de la escuela no pudo proteger a su hija de los agresores a pesar de sus reiteradas quejas.
La madre de Raphael creía que los que intimidaban a su hija continuaban sus ataques incluso después del suicidio. El aniversario de la muerte fue un foco particular para su actividad y la policía de Strathclyde investigó robos y vandalismo en la tumba de Raphael.
Un comentario posterior dijo que "en muchos sentidos el suicidio podría ser leído como una sombría advertencia de la fuerza del odio que iba a conducir a la muerte de Sophie Lancaster".

## Reseña de intimidación
El parlamento escocés y en particular Brian Fitzpatrick se interesaron en el caso y se unieron a las llamadas de revisiones de políticas anti-intimidación en la escuela y en East Dunbartonshire en su conjunto.
"El MSP Brian Fitzpatrick ha dado la bienvenida a la decisión de revisar la política anti-intimidación en la Academia Lenzie, después de la trágica muerte de la adolescente Nicola Raphael en junio". "Después de una reunión con el rector de la Academia Lenzie, Roddy McLelland, el Sr. Fitzpatrick también dio la bienvenida a los planes para mejorar los acuerdos de mentoría existentes".
"El dijo: Es vital que se adopte un enfoque coherente y presionaré al Consejo de East Dunbartonshire para que vele por que haya responsabilidades claramente definidas a través de la autoridad para coordinar la política anti-intimidación."
John Simmons, director de educación en el East Dunbartonshire Council, dijo: El mes pasado, el consejo se comprometió a llevar a cabo una revisión a nivel de la autoridad de los sistemas existentes en todas las escuelas para hacer frente a las acusaciones de intimidación."

## Donación de órganos
Después de la muerte de Raphael, sus órganos fueron donados. Su familia también participó en las campañas a favor de la donación de órganos del National Health Service (NHS) y posteriormente aparecieron en un documental de la BBC sobre la donación de órganos llamado Life on the List en 2005, donde conocieron a un joven llamado Jack, uno de los receptores. El documental fue transmitido extensamente y ganó un premio Peabody ese año.[cita requerida]
Aunque Raphael llevaba una tarjeta de donante desde hacía varios años, el personal del hospital no preguntó a la familia acerca de la donación. En cambio, la madre de Rafael tuvo que acercarse al personal para asegurarse de que los deseos de su hija se llevaran a cabo.

## Campaña anti intimidación
Después de la muerte de Raphael, su amiga Ashley y otros, incluyendo a su familia, fueron inspirados a crear un sitio web/campaña anti-intimidación para resaltar hasta qué punto continúa el acoso.
"El mes pasado, Ashley tomó una postura más fuerte contra el acoso cuando ella se puso en línea para ofrecer asesoramiento y ayudar a otras víctimas de tormento en el patio de recreo." Creó un sitio web y una dirección de correo electrónico e invitó a los niños intimidados con demasiado miedo de decirle a un adulto para que escribieran sus experiencias.
Fue inundada de mensajes y compiló los correos electrónicos para lanzar una campaña contra la intimidación en un intento de obligar al Parlamento escocés y su consejo local a tomar medidas. La joven dijo: "Me sorprendió cuántas personas me escribieron contándome sus historias - y cuántas personas están siendo intimidadas".
Tim Field fue uno de los que se involucraron y fue uno de los muchos que describieron a Raphael como víctima de bulicidio.